# 獵犬座DG
獵犬座DG是以變星命名的聯星，這個系統位於北天的獵犬座。在2009年，這一對的角距離是0.20角秒，方位角為285°，對應於實際的距離大約是3.6天文單位，視星等12.02等，是太微弱了，以至於裸眼看不見它們。視差測量這一對系統與地球的距離大約是59光年。
主星的恆星光譜為M4.0Ve，表示這是顆有發射譜線的紅矮星。它被認為是非常年輕的系統，估計年齡只有3,000萬歲，並有著比太陽高的金屬量。主星的自轉非常快速，投射轉速高達每秒50公里。系統中至少有一顆是閃光星的變星，這意味著它的亮度會隨機地進行短暫增加。在2014年4月23日，史威福衛星觀察到這個系統所在位置的伽瑪射線超級閃焰事件；這也許是在紅矮星上觀察到的最耀眼事件。在一天後，觀察到第二個電波閃焰。

## 外部連結
- Reddy, Francis, , NASA, September 29, 2014  [2016-03-12], （原始内容存档于2021-01-23）.